# 万石
万石，字德躬，元朝豫章（今江西省南昌市）人。
万石晚年下狱，并作《狱中寄何平子》诗。他的诗作在《元诗体要》、《元音》、《文翰类选大成》、《石仓历代诗选》、《宋元诗会》、《御选元诗》等集中有选录。《元诗选·癸集》庚集上收有其诗五首。《至正金陵新志·卷六》提到至元二十九年（1292年）他担任南台御史。《元诗选·癸集》提到万石在“至正间，与辛敬、旷达、杨士弘、刘永之、王沂、王佑为诗友。”两说相差五六十年。